# Modelování rozptylu znečišťujících látek v ovzduší

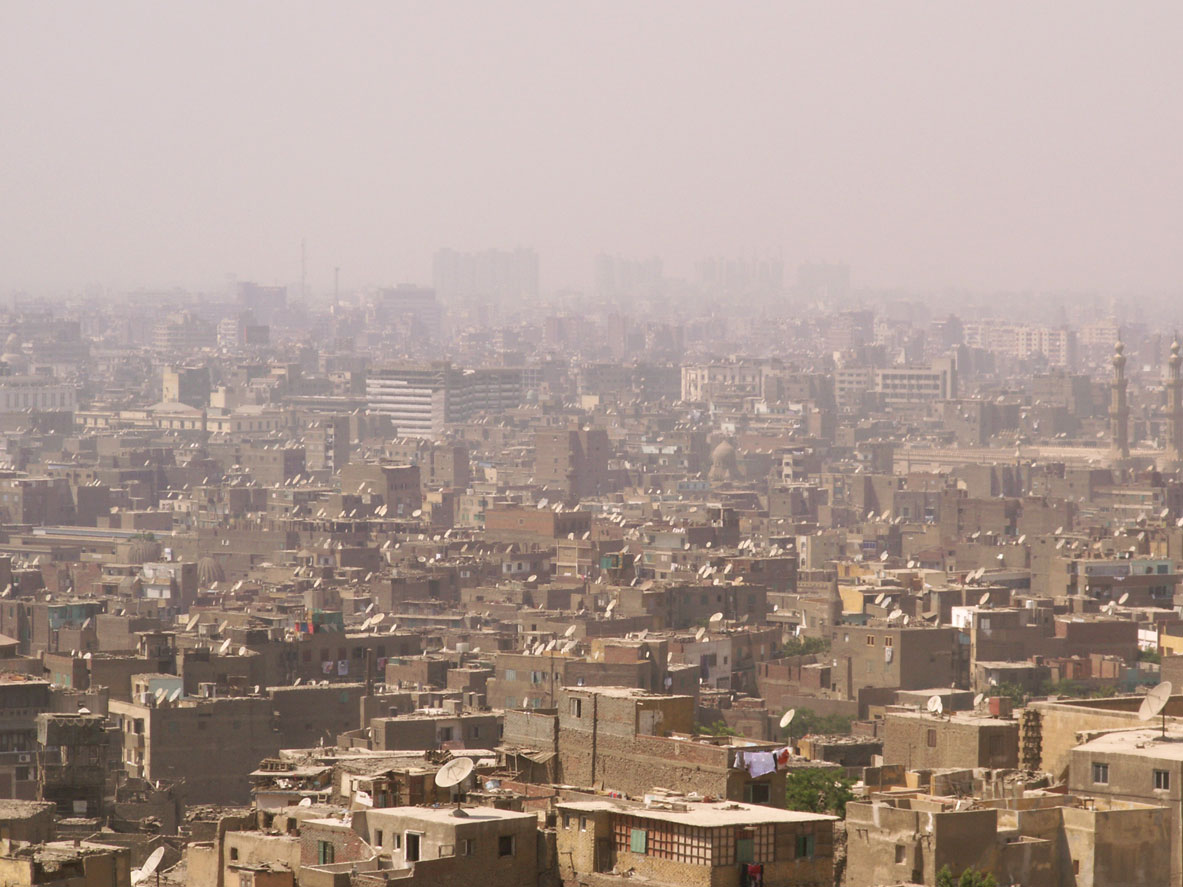
Smog v Káhiře

Modelování rozptylu znečišťujících látek v ovzduší je základním způsobem analýzy znečištění vzduchu za použití různých matematických modelů, umožňujících předpovídání přesunu částic znečištění vzduchu v přízemní vrstvě atmosféry.

## Typy modelů
Mezi nejdůležitější metodiky patří:
- rozšiřování znečištění z bodového zdroje, používané pro lokalizované průmyslové zdroje
- rozšiřování z linie, používáno pro modelování rozšiřování znečištění v okolí letišť a pozemních komunikací
- rozšiřování z plošného zdroje, používáno pro lesní požáry nebo prachové bouře
- fotochemické modely, používané pro analýzu reaktivních znečišťujících prvků, jako je smog

Problém bodových zdrojů je nejlépe prozkoumán, neboť zahrnuje jednodušší matematické postupy a byl zkoumán již od počátku 20. století. Používá se gaussovský model rozptylu. Předpovídají se izoplety znečištění vzduchu, při zvážení vlivu rychlosti větru, výšky stohu, míry uvolňování a třídy stability (míry turbulence atmosféry). Tento model byl značně prozkoušen a zpřesněn použitím pokusných dat na různé druhy atmosférických podmínek.
Model rozptylu znečištění do okolí pozemních komunikací začal být vyvíjen na konci 50. a na počátku 60. let 20. století v návaznosti na požadavky Státního zákona o ochraně životního prostředí (NEPA) USA a Ministerstva dopravy USA (později známého jako Federální správa dálnic). Cílem bylo pochopení dopadu výstavby nových dálnic na kvalitu vzduchu, zejména v urbanizovaných oblastech. Na vývoji tohoto modelu se podílelo mnoho výzkumných skupin z USA. Vývoj byl urychlen poté, co byl jedné z těchto skupin zadán úkol od Agentury ochrany životního prostředí USA, požadující potvrzení platnosti liniového modelu, používajícího fluorid sírový jako detekční plyn. Tento test byl úspěšný. Jedny z prvních případů použití modelu byly soudní spory o problémech znečištění vzduchu provozem na dálnicích v USA.
Modely plošných zdrojů byly vyvinuty v první polovině 70. let 20. století stejnými skupinami jako modely liniové. Dosáhly ale menšího využití, neboť plošné zdroje tvoří menší část celkového znečištění.[zdroj?]
Podobně byly v 60. a 70. letech 20. století vyvinuty také fotochemické modely, jejichž použití je regionálnější. Příkladem může být pochopení tvorby smogu v Livermore Valley, Kalifornie, USA.[zdroj?]